# فورد ای‌ال فالکون

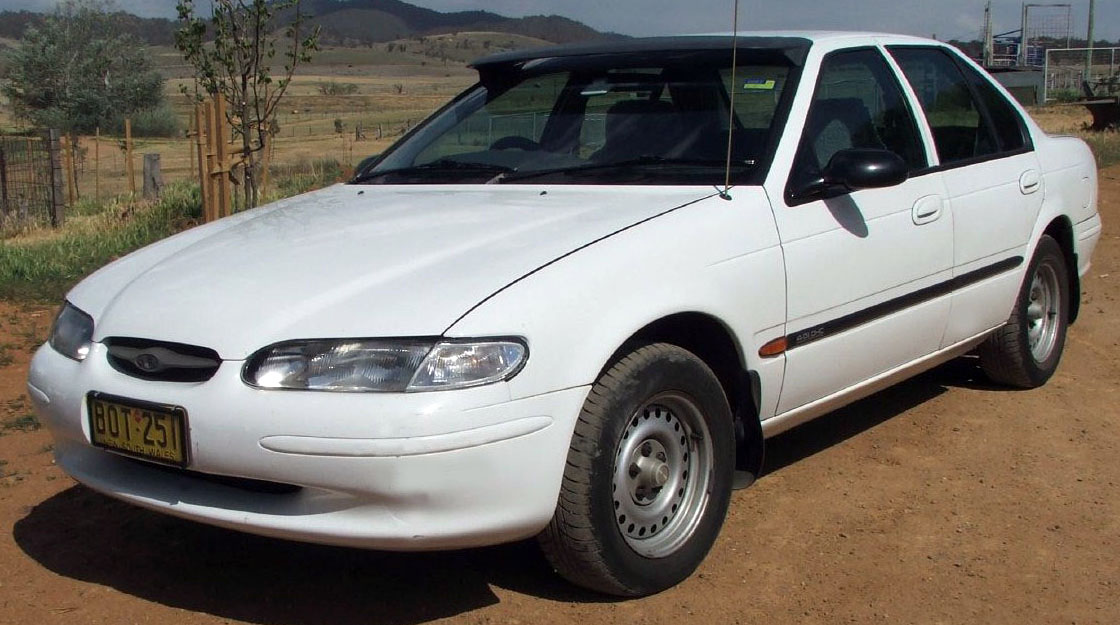

فورد ای‌ال فالکون (Ford EL Falcon) خودرویی است که در سال‌های ۱۹۹۶ تا ۱۹۹۸در استرالیا تولید شده‌است.
این خودرو در کلاس خودرو سایز بزرگ قرار گرفته و طول آن در حالت طبیعی ۴٬۹۰۶ میلیمتر (۱۹۳٫۱ اینچ) و عرض آن در حالت طبیعی ۱٬۸۶۱ میلیمتر (۷۳٫۳ اینچ) است. سیستم جعبه‌دندهٔ آن ۴ دنده به دو صورت خودکار و دستی است.